# Болгарія на зимових Олімпійських іграх 1998
П'ятнадцята зимова Олімпіада 1998 року в історії Болгарії принесла державі одне золото.

## Медалісти
- Біатлон, жінки — Катерина Дафовська (золото)